# Richard Lidberg
Richard Olof Lidberg, född 20 november 1970 i Tyresö församling, är en svensk dramatiker, skådespelare och fotbollstränare för ungdomslag i Hammarby IF Fotboll, Boo FF och på Fryshuset.
Lidberg spelade mördaren "Bunnyman" i den svenskproducerade kalkonskräckfilmen Camp Slaughter 2004. 
Under 2005 och 2006 medverkade han i TV-serien FC Z som programledare och assisterande tränare tillsammans med Glenn Hysén. FC Z vann Kristallen.
Författare och regissör till pjäsen En bränd ängel som spelades i Stockholm 2007. 
2012 skrev han pjäsen Kaoset före stormen. Han regisserade även en pilot till en TV-serie med arbetsnamnet Tänk om ryktet är sant.
Sommaren 2024 hade hans pjäs Ditlängtan premiär på Tornedalsteatern.

## Filmografi
- 1998 – Rödvin, cigaretter, Jesus och ännu en film om boxning
- 2000 – Hjärta av sten
- 2001 – Trio
- 2004 – Camp Slaughter